# Terelabrus
Terelabrus és un gènere de peixos de la família dels làbrids i de l'ordre dels perciformes.

## Taxonomia
- Terelabrus rubrovittatus (Randall & Fourmanoir, 1998)[1][2][3]